# Małgorzata Apathy
Małgorzata Apathy (* 1936, Lvov – 2005) byla polská umělecká fotografka a členka Slezského okresu Svazu polských uměleckých fotografů. Byla také členkou Katowické fotografické společnosti.

## Životopis
Małgorzata Apathy se narodila ve Lvově a po skončení 2. světové války (v roce 1945) se usadila v Bytomi, kam se přestěhovala s rodiči. Spojená se slezskou fotografickou komunitou fotografovala řadu let. Zabývala se mj. reportážní fotografií - výsledkem byla spolupráce Małgorzaty Apathy (mimo jiné) se Sztandar Młodych, Dziennik Zachodni a Telewizja Katowice. Zvláštní místo v její tvorbě zaujímala portrétní fotografie, fotografie lidí, přetvářející z velké části jejich přirozený vzhled a detaily do uměleckých struktur, včetně fotografického projektu Homoforms.
Małgorzata Apathy byla authorkou a spoluauthorkou mnoha fotografických výstav; samostatných i kolektivních (v Polsku i v zahraničí). Její fotografie byly prezentovány na mnoha soutěžních výstavách - domácích i zahraničních, kde získaly mnoho uznání, medailí, cen, vyznamenání, diplomů a gratulačních dopisů.
Małgorzata Apathy byla dlouhá léta členkou Katowické fotografické společnosti. V roce 1977 byla přijata za členku Slezského okresu Svazu polských uměleckých fotografů. Její fotografie jsou ve sbírce Slezského zemského muzea v Katovicích. V roce 2008 uspořádala Národní galerie umění Zachęta ve Varšavě výstavu fotografií Dokumentalistki – Polskie fotografki XX wieku (Dokumentaristky - polské fotografky 20. století), kde byly prezentovány mimo jiné fotografie Małgorzaty Apathy.
V roce 2008 se v Národní galerii umění Zachęta ve Varšavě konala výstava Polské fotografky 20. století, která představila tvůrčí počiny padesáti polských dokumentaristek od 70. let 20. století, kde byly také prezentovány fotografie Apathy. Mezi dalšími vystavujícími byly například: Anna Beata Bohdziewicz,
Anna Brzezińska-Skarżyńska, Anna Chojnacka, Zofia Chomętowska, Maria Chrząszczowa, Maria Antonina Czaplicka, Irena Elgas-Markiewicz,
Krystyna Gorazdowska, Helena Hartwigová, Joanna Helander, Wanda Herse, Halina Holas-Idziakowa, Irena Jarosińska-Małek, Irena Kummant-Skotnicka, Krystyna Łyczywek, Bożena Michalik, Maria Kietlińska, Janina Mierzecka, Janina Mokrzycka, Anna Musiałówna, Zofia Nasierowska,
Fortunata Obrąpalska, Julia Pirotte, Danuta Rago, Jadwiga Rubiś, Zofia Rydet, Jadwiga Wolska nebo Bolesława Zdanowska.